# Plinia duplipilosa
Plinia duplipilosa es un árbol de la familia Myrtaceae, nativo de la Amazonia. Crece entre los 0 y 500 m s. n. m.. Se encuentra en Colombia, Brasil y Perú.
Las ramas y hojas jóvenes presentan pelos blanquecinos lisos y finos, de hasta 4 mm de largo. Hojas de 10 a 13 cm de longitud. Glomérulos de 4 flores, sésiles, bractados con 4 bráctea seriadas. La pulpa del fruto es comestible.